# Scheiding (plaats)
De Scheiding (Fries: De Skieding) is een weg in de gemeenten Smallingerland en Westerkwartier, in de Nederlandse provincies Friesland en Groningen. De Scheiding werd (soms) ook wel gezien als een buurtschap, zoals in de Encyclopedie van Friesland uit 1958. De weg loopt tussen Surhuisterveen en Friesche Palen over de grens tussen Friesland en Groningen. Vrijwel langs de gehele weg ligt verspreid bebouwing, zonder dat deze ergens echt aaneengesloten is. De adressen van deze bebouwing ligt in verschillende dorpen: van noord naar zuid aan de Friese kant: Surhuisterveen, Houtigehage en Friesche Palen en aan de Groningse kant: Opende en Marum. Aan de Groningse kant zit een zandwinningsbedrijf annex recreatiegebied Strandheem.
Aan de weg, op de kruising met de Leidijk, ligt De Puntpaal, vernoemd naar de provinciale grenspaal 13. De huizen ten zuiden hiervan liggen in Drachtstercompagnie. 
De roman Rjochtdei op de Skieding van Rink van der Velde uit 1993 speelt zich af in Scheiding en De Puntpaal.